# 劉靖 (曹魏)
劉靖（？—254年），字文恭，劉馥之子，三國曹魏任官魏文帝曹丕時期直到齊王曹芳時期，官至鎮北將軍。

## 生平

### 前期
在三國魏文帝曹丕黃初年間原本是個黃門侍郎，後升官去廬江郡太守，曹丕下詔說:「卿父親曾在那邊任職，現在卿要去管這兒，真可說能為國負擔重任了。」因轉任而調任河內郡太守，晉升至尚書，賜封關內侯，後出任河南尹。
後來散騎常侍應璩寫信給劉靖:「在京城擔任納言職務，出京又擔任拱衛京都的重任；使百姓富足的方法，一天比一天多；防牆要做得越高，來拒偷盜企圖；搭配種植好不同的農作物，可預防水旱災害所引起飢荒；農具要充足準備，不能這樣而耽誤農時；養蚤種麥都要有苫蓋準備，這樣才可避免雨患；官吏需按期升遷，不讓其滞留原位；鰥寡孤獨的人，都要讓其享受官倉賑濟；加上明察秋毫，執法如山，使各官吏都遵奉朝廷旨意，就能從容治理好轄區政務；那麼，即使是前朝治理的能臣趙文漢，張敞，三王（王尊，王章和王駿）之流，都不能比過。」於是劉靖施政有做到應璩所說的話。起初似乎失於瑣碎反复，但最終還是便利百姓，做事情還是有其父遺風。自從其母親去世後就離任守喪。

### 後期
後為大司農，衛尉，封廣陸亭侯，食邑三百戶。劉靖曾上疏說過儒家教育根本：「儒家，是治亂法則，是聖人偉大教訓。自從文帝黃初以來推崇建立太學院，至今已經有二十多年，但很少看到有成就的人才，原因是在博士選拔過於輕率，太學生就是為了躲兵役才來就學，豪門子弟耻於跟這些逃兵子弟為伍，所以無一真正來求學的。雖有太學名譽但無求學之者，雖然設立教育機構但無效。應該使用高標準來提拔博士，選那些道德表率的人，經學能夠勝任人師的人來執掌太學，教導公卿大夫的子弟。遵照古代制度，讓食邑二千以上的官員的子孫十五歲開始來太學就學。明確制定賞罰規則，對那些知道經書，道德美好的人，要提升妻以便發揚盛德；對那些不認真學習的人，都要斥退其者以示懲罰。推出素質好的來接受教育，對一般的人則加以勸告勉勵，這樣的話，那些富華庸俗，夸夸其談的交遊，不用制止都自然消失。闡發弘揚儒家思想的根本宗旨，使那些還沒有歸順地區得到安撫，使九州六合都來承受儒家風尚的沐浴，遠方人民都能問風而動前來歸服。這些都是聖人教誨，達到國家大治根本所系。」
後來升鎮北將軍，假以使持節，都督河北地區一應軍事，劉靖認為:「作為邊防貫使貫終是最重要策略，無比守禦更好方法，防守能效劃分境內百姓與蠻夷的界限。」於是開拓邊疆擴大防線，屯兵據守險要地帶。又修凿拓寬了戾陵渠大堰，引水灌溉到薊南北的大片農田，田地能連種稻三次，邊疆百姓受到優惠。
嘉平六年（254年）逝世，死後朝廷追贈其為征北將軍，封為建成鄉侯，諡號景侯。
晉元康四年九月二十日（294年10月26日），司隸校尉王密上表為劉靖作碑，以揚名於世。次年十月十一日（295年11月5日），碑文完成。
在《三國演義》無出現，反而在演義中，其長子劉煕改寫成劉馥兒子，導致劉靖無法登場。

## 碑文
- 晉司隸校尉王密《魏征北將軍建成鄉景侯劉靖碑》——《水經註卷十四·鮑邱水》

魏使持節都督河北道諸軍事征北將軍建城鄉侯沛國劉靖，字文恭，登梁山以觀源流，相㶟水以度形勢，嘉武安之通渠，羨秦民之殷富。乃使帳下丁鴻，督軍士千人，以嘉平二年，立遏於水，導高梁河，造戾陵遏，開車箱渠。
其《遏表》云：高梁河水者，出自并州，潞河之別源也。長岸峻固，直截中流，積石籠以爲主遏，高一丈，東西長三十丈，南北廣七十餘步。依北岸立水門，門廣四丈，立水十丈。山水暴發，則乘遏東下；平流守常，則自門北入。灌田歲二千頃。凡所封地，百餘萬畮。至景元三年辛酉，詔書以民食轉廣，陸廢不贍，遣謁者樊晨更制水門，限田千頃，刻地四千三百一十六頃，出給郡縣，改定田五千九百三十頃。水流乘車箱渠，自薊西北逕昌平，東盡漁陽潞縣，凡所潤含，四五百里，所灌田萬有餘頃。高下孔齊，原隰底平，疏之斯溉，決之斯散，導渠口以爲濤門，灑滮池以爲甘澤，施加于當時，敷被于後世。
晉元康四年，君少子驍騎將軍平鄉侯弘，受命使持節監幽州諸軍事，領護烏丸校尉寧朔將軍，遏立積三十六載，至五年夏六月，洪水暴出，毀損四分之三，剩北岸七十餘丈，上渠車箱，所在漫溢，追惟前立遏之勳，親臨山川，指授規略，命司馬關內侯逢惲，內外將士二千人，起長岸，立石渠，脩主遏，治水門，門廣四丈，立水五尺，興復載利，通塞之宜，準遵舊制，凡用功四萬有餘焉。諸部王侯，不召而自至，繦負而事者，蓋數千人。《詩》載經始勿亟，《易》稱民忘其勞，斯之謂乎。于是二府文武之士，感秦國思鄭渠之績，魏人置豹祀之義，乃遐慕仁政，追述成功。元康五年十月十一日，刊石立表，以紀勳烈，并記遏制度，永爲後式焉。

## 家庭
- 父劉馥，揚州刺史。
- 長子劉煕，繼承其父爵位，在《三國演義》被誤作為劉馥兒子。
- 次子劉弘，西晉官至零陵太守

## 延伸阅读
[在维基数据编辑]
 《三國志·卷15》，出自陳壽《三國志》